# Disturbios del convento de las Ursulinas

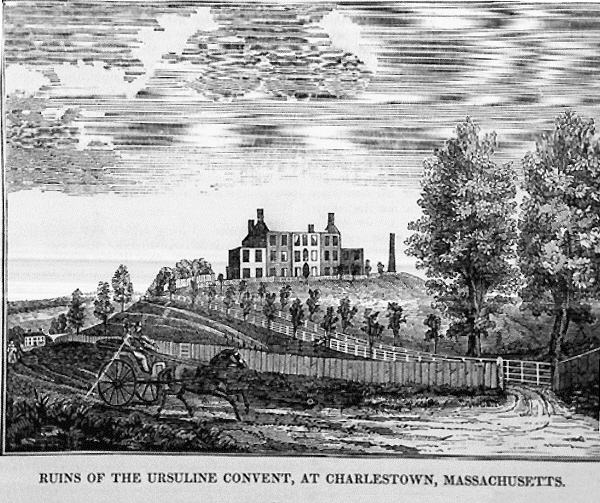
Ruins of the Ursuline Convent, at Charlestown, Massachusetts, impresión histórica de 1834, colección de la Charlestown Historical Society.

Los disturbios del convento de las ursulinas fueron una serie de desórdenes que tuvieron lugar entre el 11 y 12 de agosto de 1834, que alteraron la paz en la comunidad de Charlestown, Massachusetts, cerca de Boston, en lo que hoy es Somerville. Fueron provocados por la denuncia de un supuesto abuso, realizada por una mujer que había sido miembro de la congregación, e impulsados por el renacimiento de un sentimiento anticatólico extremo que surgió en Nueva Inglaterra durante el periodo antebellum estadounidense. En el transcurso del alboroto, una turba protestante incendió un convento católico de monjas ursulinas. 

## Antecedentes
En 1820, monseñor Jean-Louis Lefebvre de Cheverus, que era obispo de la entonces recién creada diócesis de Boston, concedió permiso para establecer un convento de monjas ursulinas en un edificio junto a la catedral. Dentro de las instalaciones del convento se instituyó una escuela para niñas en la que se inscribieron aproximadamente cien estudiantes.
En 1827, la escuela y el convento no cabían en el edificio. En julio de ese año se trasladaron a un edificio más grande en Ploughed Hill (más tarde llamado Convent Hill o Mount Benedict) en Charlestown. La escuela comenzó a inscribir principalmente a niñas de familias de la clase alta protestante de Boston. En 1834, había cuarenta y siete estudiantes, sólo seis de las cuales eran católicas. Según Jenny Franchot, autora de una historia sobre los disturbios, la presencia de una comunidad de religiosas católicas en su medio, recordaba a los protestantes bostonianos la influencia cada vez mayor de los católicos irlandeses, quienes estaban dominando el mercado laboral. La existencia del convento de las ursulinas enfatizaba tanto el malestar económico que sentían los no católicos en general, como la incomodidad religiosa que sentían los protestantes conservadores, como el reverendo Lyman Beecher. A finales de julio y principios de agosto de 1834, esta inquietud llegó a un punto álgido y se transformó en un motín.

## Rebecca Reed
Rebecca Reed era una joven mujer episcopaliana de Boston que había asistido a la escuela en 1831 como becaria de caridad. En 1832, declaró su intención de ingresar al noviciado de las ursulinas, pero dejó el convento luego de seis meses como postulante. En algún momento después de su partida, comenzó a escribir un manuscrito titulado Six Months in a Convent (Seis meses en un convento). Aunque no se publicó hasta 1835, algunas versiones del manuscrito, al parecer, circularon entre la comunidad estudiantil principalmente protestante, e incluso pueden haber tenido difusión entre la población de Charlestown. Algunos autores, entre ellos un antiguo alumno de la escuela, suponen que el debate sobre el manuscrito pudo haber contribuido al sentimiento anticatólico que incitó a los disturbios.
Reed describió el convento como una cárcel donde las niñas eran forzadas a inclinarse hacia el catolicismo y en caso de negarse les aplicaban extravagantes castigos. Este libro, junto con el creciente número de revistas de propaganda como Christian Watchman y Boston Recorder, avivaron el fuego del anticatolicismo en Boston y sus alrededores.

## Julio y agosto de 1834
En la noche del 28 de julio de 1834, la hermana Mary John (Elizabeth Harrison), una religiosa que daba clases en la escuela del convento, se dirigió a la casa de Edward Cutter, un residente de Charlestown. Según contaba el señor Cutter, «ella parecía estar considerablemente agitada y expresó su deseo de ser transportada a la residencia de un conocido en el oeste de Cambridge». Al día siguiente, después de haber cumplido con sus deseos, Edward volvió a la casa del conocido para preguntar a la religiosa por qué había decidido abandonar la congregación. El señor Cutter fue informado de que la hermana Mary John había vuelto al convento acompañada por su superiora, la madre Mary St. George, y por el obispo de Boston, monseñor Benedict Fenwick.
Los periódicos locales, basados en rumores, comenzaron a publicar historias sobre una «mujer misteriosa» (Prioli) mantenida contra su voluntad en el convento. Como la historia se extendió, la preocupación por el destino de la «mujer misteriosa» (que pudo haber sido confundida con Rebecca Reed) parece haber incitado a los obreros de Boston, en su mayoría protestantes, a tomar medidas:

La mañana del domingo 10 de agosto, se encontraron carteles escritos en varios lugares de Boston diciendo: ¡Para las autoridades de Charlestown! Señores: Ahora mismo se ha informado de que un asunto misterioso ha sucedido últimamente en el convento de Charlestown, ahora es su deber, señores, investigar este asunto de inmediato [;] si no, los transportistas de Boston demolerán el convento el jueves [sic] por la noche —14 de agosto.

## El primer disturbio: 11 de agosto de 1834
Al final de la primera semana de agosto, tanto el señor Cutter como los oficiales que representaban la autoridad en Charlestown se inquietaron lo suficiente por los rumores de la inminente acción contra el convento, que se decidieron investigar la situación. Con el permiso de la madre superiora, el señor Cutter regresó al convento para entrevistar a la hermana Mary John el 9 de agosto, y reportó que:

fue informado [por la hermana Mary John] de que ella estaba en libertad de abandonar la institución en el momento que eligiera. La misma declaración fue realizada por la madre superiora, que además destacó que, en el estado actual del sentimiento público, preferiría que tomara una licencia.

El lunes 11 de agosto, un grupo de representantes de la autoridad fue admitido en el convento y realizaron un detallado recorrido guiados por la hermana Mary John. Por la tarde, los representantes prepararon una declaración para su publicación en el Boston Gazette la mañana del martes. La declaración fue con la intención de tranquilizar a la población informando que la mujer gozaba de buena salud, que no era retenida contra su voluntad y que el convento estaba en buenas condiciones para vivir en él.
Aunque desde el 11 de agosto habían llegado al convento rumores de los disturbios planeados, ni las monjas, ni las estudiantes, ni los padres, parecían creer que algo grave iba a ocurrir. Franchot incluso informó qure una estudiante comparó el día con un día de fiesta.
A eso de las 8:00 p. m. del 11 de agosto, un grupo de enfurecidos ciudadanos protestantes se reunieron fuera de la puerta del convento. Empezaron a pedir la liberación de la «mujer misteriosa». Un testigo de los disturbios informó que una monja llegó a la ventana y pidió a la multitud que se dispersara. Según este testigo, al ver a la monja, la multitud le ofreció su protección. En este punto, la madre superiora apareció y dijo que las monjas no necesitaban ningún tipo de protección y que toda la comunidad ya estaba en la cama. Incluso amenazó a la multitud con represalias por parte de la población católica de Boston: «El Obispo tiene veinte mil de los más viles irlandeses bajo su mando y podrán leerles la cartilla hasta que su garganta este irritada, pero no acabaran con ellos».
La multitud finalmente se dispersó, sólo para volver varias horas después. A eso de las 11:00 p. m., un grupo de entre cincuenta y sesenta (según las estimaciones del Boston Evening Transcript, el Mercantil Journal estimó la multitud entre cientocincuenta y doscientos) prendieron fuego a barriles de alquitrán en los terrenos del convento. Varias compañías de bomberos fueron llamadas a la escena, pero en lugar de intervenir se unieron a una multitud de espectadores, que con el tiempo llegó a unas 2 000 personas. 
Poco después de que los barriles de alquitrán terminaran de incendiarse, la multitud rompió las puertas y ventanas para entrar en el convento y comenzó a saquear los edificios. Las monjas y las alumnas comenzaron a salir por la parte posterior y se escondieron en el jardín. A eso de la medianoche, los manifestantes prendieron fuego a los edificios, que ardieron durante una hora o dos, hasta quedar en ruinas.

## Respuesta: las reuniones de Faneuil Hall, Charlestown y la Catedral
La mañana siguiente a las 11:00, Theodore Lyman, el alcalde de Boston, invitó al público a una reunión en el Faneuil Hall para discutir «las medidas a tomar en relación con los disturbios en Charlestown». La reunión tuvo lugar a las 1:00 p. m. y condujo a adoptar una resolución que, entre otras cosas, nombró un comité para investigar los disturbios y los acontecimientos que condujeron a ellos. La resolución expresaba la indignación de la comunidad por los eventos y ofreció una recompensa a cualquier persona que diera información de los líderes de futuros eventos similares, así como también dirigía la comisión de investigación para examinar la posibilidad de indemnizar a la diócesis de Boston por la pérdida de la propiedad, que no estaba cubierta por el seguro.
Los representantes de la autoridad de Charlestown también convocaron a una reunión pública el 12 de agosto, donde se aprobaron resoluciones similares que condenaban la violencia. También establecieron un «Comité de Vigilancia», con autoridad para investigar el incidente y ofrecer una recompensa por información que condujera a la detención de los autores.
El mismo día, el obispo Fenwick convocó a una reunión de los ciudadanos católicos del área de Boston. Se animó al público a renunciar a la venganza por ser incompatible con «la religión de Jesucristo». Asimismo, agradeció a las autoridades públicas por su postura contra la violencia y expresó su confianza en que iban a evitar que ocurrieran nuevos brotes.

## El segundo disturbio: 12 de agosto de 1834
De acuerdo con las resoluciones, el alcalde Lyman ordenó a las tropas y a la policía ubicarse no sólo alrededor de Faneuil Hall, sino también en el arsenal de la ciudad, en la Catedral de la Santa Cruz (la iglesia católica de Charlestown) y la casa de Edward Cutter. No se ubicaron tropas en las inmediaciones de los restos del convento.
Alrededor de las 10:00 p. m. del miércoles 12 de agosto, una multitud se reunió fuera del arsenal. Como lo encontraron bajo vigilancia, se trasladaron primero a la catedral, a continuación al Ayuntamiento y finalmente, al propio convento. En el convento, destruyeron los jardines y huertos, encendieron hogueras y derribaron las cercas. Unas horas más tarde la multitud abandonó el recinto y se dispersó.

## Investigación, detenciones y juicio
El comité que estableció el alcalde Lyman se reunió todos los días excepto los domingos del 13 al 27 de agosto. Los testimonios que recibió este comité y el comité de representantes de la autoridad de Charlestown, condujeron a trece detenciones, de las cuales, ocho fueron por los delitos capitales de incendio o robo.
Los juicios comenzaron el 2 de diciembre de 1834, con el juicio de John R. Buzzell, cabecilla confeso de la multitud. El fiscal general del Estado, James T. Austin, protestó por la pronta realización del juicio, ya que se habían realizado amenazas de muerte contra cualquier potencial testigo de la acusación. Buzzell indicó más adelante: «El testimonio en mi contra era rotundo y suficiente como para condenar veinte hombres, pero de alguna modo comprobé una coartada y el jurado me dio la victoria con un veredicto de no culpable, después de haber deliberado durante veintiún horas». Finalmente, doce de los trece acusados fueron absueltos. Un adolescente de dieciséis años de edad que habían participado en la quema de libros durante el disturbio, fue condenado y sentenciado a cadena perpetua con trabajos forzados. Más tarde fue perdonado por el gobernador, en respuesta a una petición firmada por cinco mil ciudadanos de Boston, que incluían al obispo Fenwick y la mare Mary St. George.

## Restitución
El comité de investigación formado por el alcalde Lyman recomendó que la ciudad de Charlestown o el condado de Condado de Middlesex indemnizaran a la diócesis de Boston por la pérdida de la propiedad del convento, y de no hacerlo, que la legislatura de Massachusetts investigara el asunto y otorgara una indemnización. A raíz de esta recomendación, el obispo Fenwick solicitó a la legislatura en enero de 1835, la reconstrucción del convento y la escuela en concepto de indemnización, con el argumento de que el estado había abandonado su deber de proteger la propiedad privada. La comisión que escuchó el argumento de la diócesis decidió que la legislatura autorizara al gobernador indemnizar a los custodios del convento. La resolución fue rechazada por una abrumadora mayoría en el pleno de la cámara.
Se presentaron a la asamblea propuestas similares para la restitución en 1841, 1842, 1843 y 1844. Cada vez, la propuesta de indemnizar a la diócesis fue rechazada. En 1846, la asamblea votó a favor de proporcionar a la diócesis 10 000 dólares. La diócesis rechazó la oferta, ya que estimaban la pérdida real en aproximadamente 100 000 dólares. La solicitud se presentó de nuevo a la asamblea en 1853 y 1854, y de nuevo, fue rechazada en cada ocasión.

## Interés histórico en los eventos
Como se señala en la sección de bibliografía a continuación, Wilfred Bisson (1989) y Nancy Lusignan Schultz (2000, 2002) han publicado relatos históricos del período en cuestión. Cabe señalar que existe un interés aparentemente menos en la historia de Rebecca de Reed y los acontecimientos posteriores en Charlestown, que en la historia posterior de María Monk, que ha sido objeto de sucesivas reimpresiones desde 1836. La historia de Reed no ha recibido un análisis detallado de cualquier otro que no fuera Bisson y Schultz.